# Phragmidium violaceum
Phragmidium violaceum är en svampart som först beskrevs av Schultz, och fick sitt nu gällande namn av Georg Winter 1880. Phragmidium violaceum ingår i släktet Phragmidium,  och familjen Phragmidiaceae.   Inga underarter finns listade.